# 南瓦利斯特里姆 (紐約州)
南瓦利斯特里姆（英語：South Valley Stream）是位於美國紐約州拿騷縣的普查規定居民點。

## 人口
根據2020年美國人口普查的數據，南瓦利斯特里姆的面積為2.25平方千米，皆為陸地。當地共有人口6386人，而人口密度為每平方千米2,838.22人。